# Thecla sanguinalis
Thecla sanguinalis är en fjärilsart som beskrevs av Hermann Burmeister 1878. Thecla sanguinalis ingår i släktet Thecla och familjen juvelvingar. Inga underarter finns listade i Catalogue of Life.